# Nick Moore
Nick Moore (...) è un montatore e regista britannico.

## Filmografia

### Montatore
- Full Monty - Squattrinati organizzati (The Full Monty), regia di Peter Cattaneo (1997)
- The Land Girls - Le ragazze di campagna (The Land Girls) (1997)
- Divorcing Jack (1997)
- Notting Hill (1999)
- Beautiful Joe (2000)
- Lo scroccone e il ladro (What's the Worst That Could Happen?) (2001)
- All the Queen's Men (2001)
- About a Boy - Un ragazzo (About a Boy) (2002)
- Love Actually - L'amore davvero (Love Actually) (2003)
- ...e alla fine arriva Polly (Along Came Polly) (2004)
- Fuga dal Natale (Christmas with the Kranks) (2004)
- Nanny McPhee - Tata Matilda (Nanny McPhee) (2005)
- Il colore del crimine (Freedomland) (2006)
- Quel nano infame (Little Man) (2006)
- Bill (2007)
- Una proposta per dire sì (Leap Year) (2010)
- Il buongiorno del mattino (Morning Glory) (2010)
- Biancaneve (Mirror Mirror), regia di Tarsem Singh (2012)
- Il sapore del successo (Burnt), regia di John Wells (2015)
- Il tenente ottomano (The Ottoman Lieutenant), regia di Joseph Ruben (2017)
- King of Thieves, regia di James Marsh (2018)
- Dolittle, regia di Stephen Gaghan (2020)
- What's Love? (What's Love Got to Do with It?), regia di Shekhar Kapur (2022)

### Regista
- Wild Child (2008)
- Horrid Henry - Piccola peste (Horrid Henry: The Movie) (2011)
- Pudsey: The Movie (2014)